# Gwatkin
Gwatkin je priimek več oseb:
- Frederick Gwatkin, britanski general
- Norman Wilmshurst Gwatkin, britanski general